# Kostel svatého Martina (Racov)
Kostel svatého Martina je postaven ve východní části Racova, části obce Staré Sedlo. Obec vznikla v blízkosti racovských rybníků, z nichž jsou některé již zaniklé. Fungovalo zde tržiště a vznikl i panský dvůr, kde se nacházel i malý zámeček (pravděpodobně renesanční), ale stavby byly později zdemolovány.

## Stavební fáze

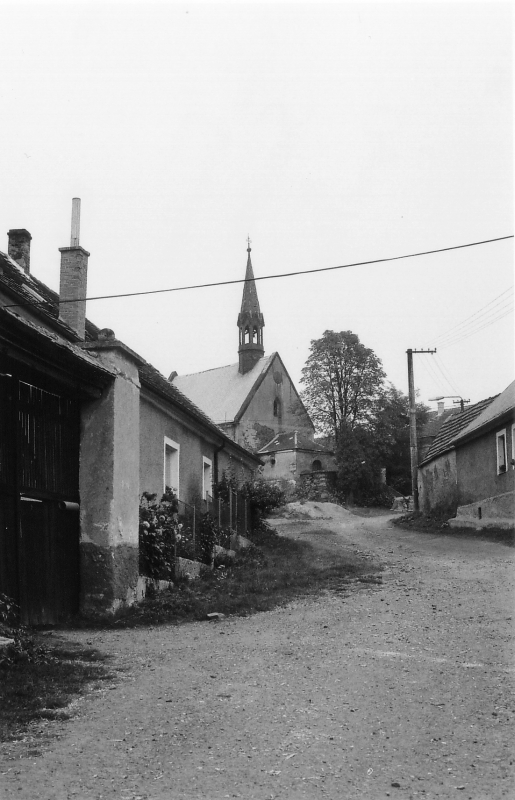
Fotografie z roku 1985

Datace výstavby tohoto gotického kostela s hřbitovem se v literatuře rozchází. Kostel sv. Martina byl pravděpodobně postaven na začátku 14. století, ale některé zdroje uvádí vznik stavby od 2. poloviny 13. století nebo až v 15. století. Loď a presbytář byly pravděpodobně vybudovány v jedné stavební etapě. Sakristie vznikla asi počátkem 18. století a kostelní předsíň byla vystavěna roku 1723. V těsné blízkosti kostela se nachází již dnes nevyužívaný hřbitov, který byl obehnán zdí. Předpokládá se, že tato zeď byla vybudována v baroku, ale je možný i její dřívější vznik. V 2. polovině 19. století byla dostavěna věžička a poslední částečná rekonstrukce kostela proběhla mezi lety 1986–1990. Od té doby se stavba spíš nevyužívala a opět chátrala. Roku 2019 proběhla renovace stropu a dále se plánují další opravy, spolu s průzkumem zakrytých nástěnných maleb.

## Stavební podoba
Podélný jednolodní kostel, který je zakončený pravoúhlým presbytářem. Presbytář je zaklenutý křížovou žebrovou klenbou, která je završena reliéfním svorníkem s vyobrazením maskaronu. Žebra jsou svedena na jehlancové konzoly. Na východní straně presbytáře se nachází pravoúhlý portál, který vede do rozměrné sakristie. Sakristie je zaklenuta neckovou klenbou, jejíž střed zdobí štukové kruhové zrcadlo. Kostelní loď je plochostropá se stlačeným vítězným obloukem postaveným před presbytářem. Na západní straně kostela se nachází čtvercová předsíň s barokním půlkruhovým vstupním portálem v průčelí kostela. Na tomto portálu se v klenáku nachází vyrytý rok 1723. Z této předsíně se do kostelní lodi vchází přes hrotitý pozdně gotický portál. Na západním průčelí kostela se dále nachází zachované pozdně gotické okno. Blíže k průčelí stojí na střeše kostela sanktusník s jehlancovou helmou.